# Stärke- und Ausrüstungsnachweisung
Die Stärke- und Ausrüstungsnachweisung oder Stärke- und Ausstattungsnachweisung (STAN oder StAN) legt die planmäßige Ausstattung einer Organisationseinheit bezüglich Personal (Stärke und Zusammensetzung nach Funktionen und Ausbildung) und Material (z. B. Fahrzeuge, Ausrüstungen und Verbrauchsmaterialien) fest.
Verwendung findet die StAN heute noch beim Technischen Hilfswerk (THW) und bei verschiedenen Hilfsorganisationen. Bei der Bundeswehr wurde sie mit der Einführung von SASPF durch die Sollorganisation ersetzt. Außerdem gab es sie für den Katastrophenschutz, den Luftschutzhilfsdienst und für das Zivilschutzkorps.

## Technisches Hilfswerk
Die Stärke- und Ausstattungsnachweisung stellt die Grundlage für die Aufstellung von (Organisations-)Einheiten des Technischen Hilfswerks dar. Sie umfasst sowohl Angaben zu Aufgaben sowie personeller und materieller Ausstattung sowohl für die operativ-taktischen Einheiten (Technische Züge, Bergungsgruppen und Fachgruppen) sowie die administrativ-organisatorischen Einrichtungen (Ortsverband, Landesverband etc.).
Die STAN des THW unterliegen einer regelmäßigen Überarbeitung durch die THW-Leitung, welche hierbei durch die aus dem Ehrenamt gebildeten Facharbeitsgemeinschaften beraten wird.

Auszug aus der STAN für die Bergungsgruppe des THW
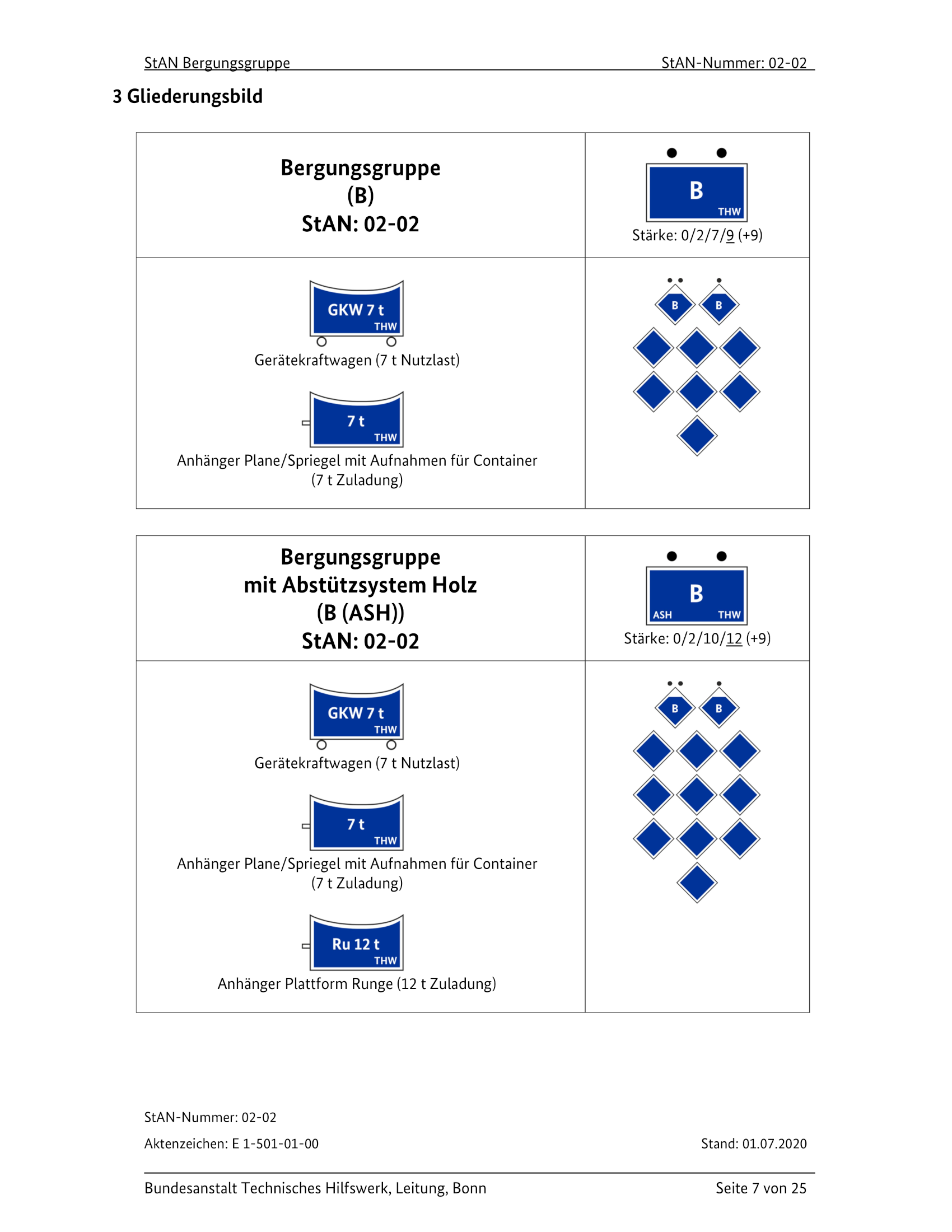
Gliederungsbild einer Bergungsgruppe des Technischen Hilfswerks
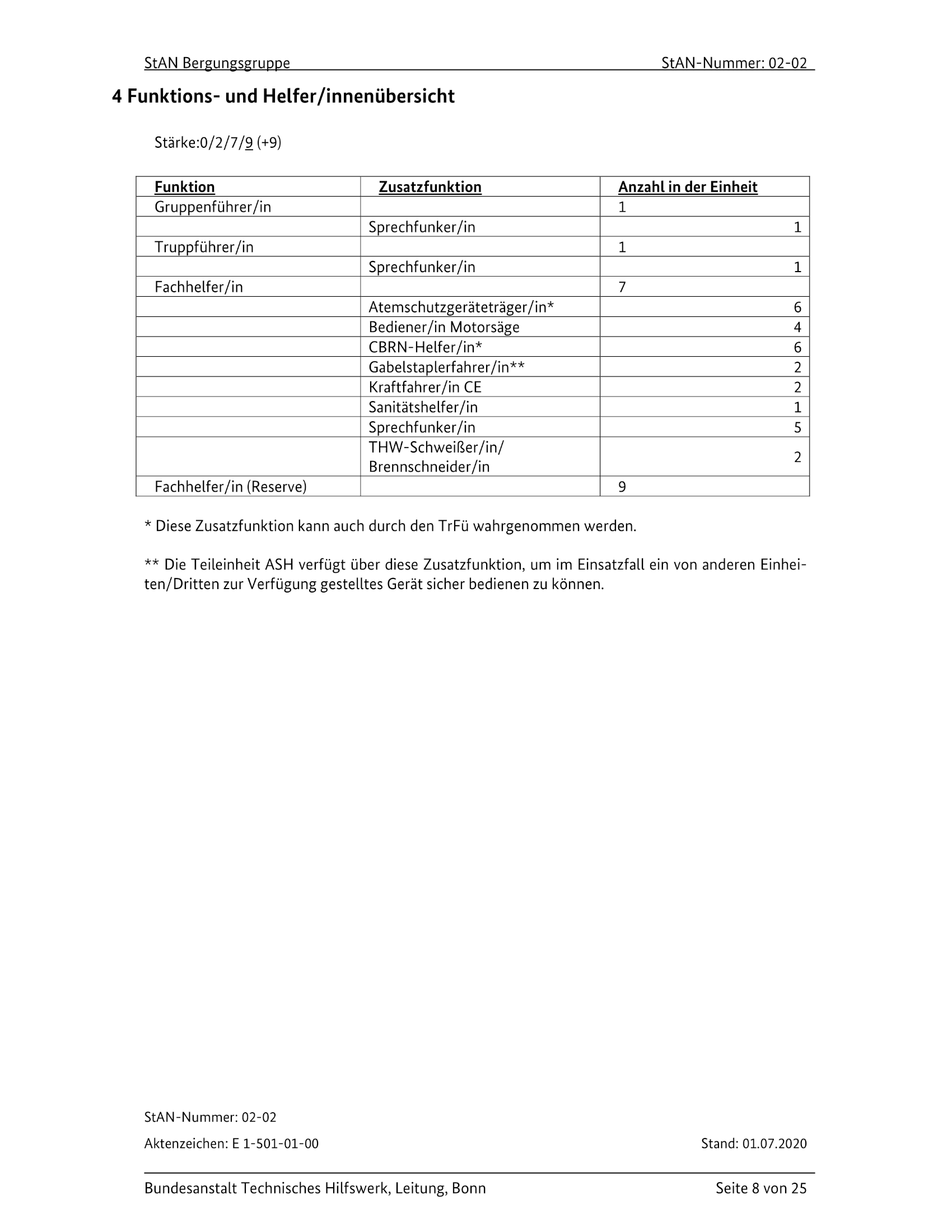
Funktions- und Helferübersicht einer Bergungsgruppe des Technischen Hilfswerks

## Bundeswehr
Die Stärke- und Ausrüstungsnachweisung (auch Organisations-, Stärke- und Ausrüstungsnachweisung – O-STAN) war die Organisationsgrundlage für Streitkräfte, die festlegte, in welcher organisatorischen Gliederung der Auftrag im Verteidigungsfall (V) und im Frieden (F) zu erfüllen ist, und Aufschluss gab über Aufgaben, Beweglichkeit und Zuordnung sowie Gliederung, Personalumfang, Ausrüstung mit Material und Bindung von Personal und Material. Die STAN war damit Grundlage für die Personal-, Ausbildungs-, Material-, Mobilmachungs- und Infrastrukturplanung.
Die STAN legte das Soll an Personal und Material für Truppenteile und militärische Dienststellen aufgrund militärisch-taktischer Forderungen sowie Haushaltsvorschriften verbindlich fest und gab in Verbindung mit dem Organisationsbefehl des Bundesverteidigungsministers die Organisation der Truppenteile und militärischen Dienststellen vor.
In der Bundeswehr gab es bis zum Beginn der Transformation sogenannte F-STAN, V-STAN und FV-STAN. F stand hier für Frieden, V für Verteidigungsfall. Ein F-STAN war nur im Frieden gültig und existierte bspw. für Ausbildungskompanien, die nur die Allgemeine Grundausbildung der Rekruten durchführten oder für die Schulen. Wäre der Verteidigungsfall ausgerufen worden, wären Einheiten mit F-STAN deaktiviert worden. Aktiviert worden wären hingegen Einheiten mit V-STAN, die nur im V-Fall existierten, im Frieden aber nicht. Dies waren alle nichtaktiven Truppenteile, deren Personal hauptsächlich aus (mob-)eingeplanten Reservisten bestand. Einheiten mit FV-STAN existierten sowohl im Frieden als auch im V-Fall. Dies war bei den meisten Einheiten vor allem des Heeres der Fall. Personal und Material (soweit es nicht schon vorhanden und eingelagert war) der V-STAN musste erst einberufen werden, Material der F-STAN wäre abgegeben oder eingelagert worden.
In der STAN war neben den oben beschriebenen Inhalten auch eine detaillierte Beschreibung des Auftrages der entsprechenden Dienststelle zu finden.
Mit der Einführung von SASPF ab Oktober 2000 wurde die STAN durch die Sollorganisation ersetzt und dort im Wesentlichen in der SollOrgPers (personelle Stärke) und der SollOrgMat (materielle Ausstattung) abgebildet.

Beispiel für eine STAN der Bundeswehr
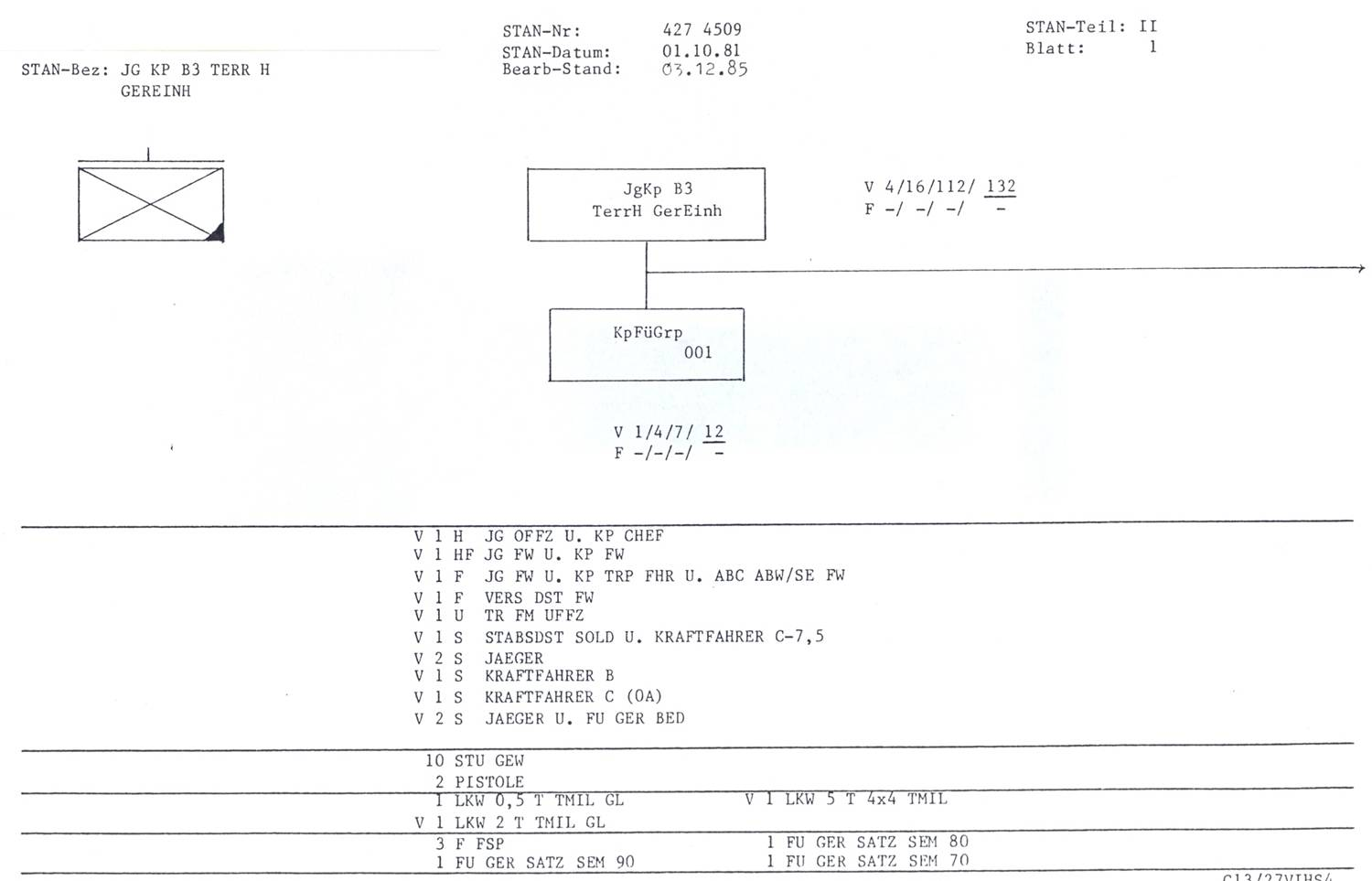
STAN der Jägerkompanie B3, Kompanieführungsgruppe
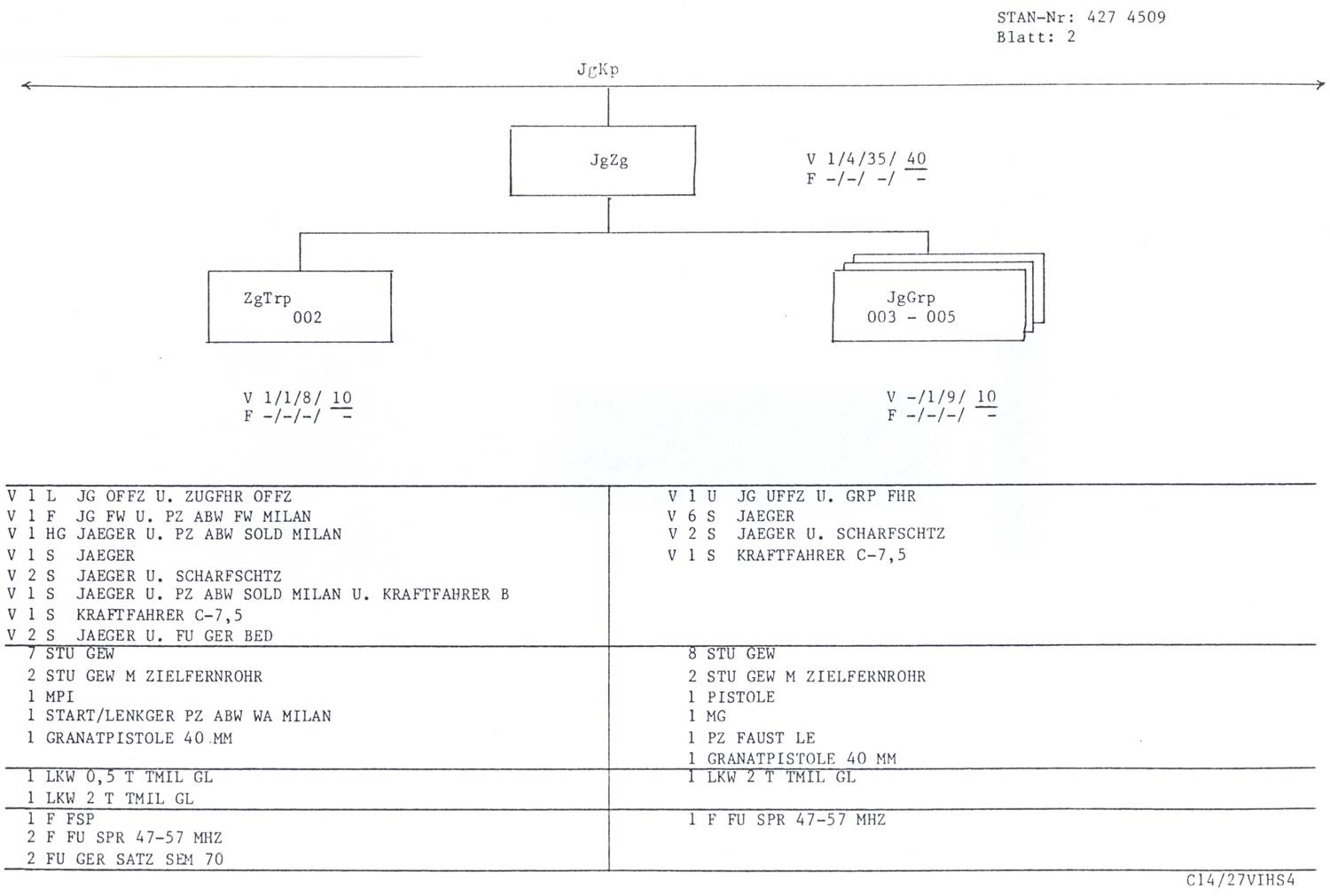
STAN der Jägerkompanie B3, Jägerzug

## Katastrophenschutz
Bis 1997 war der Katastrophenschutz in Züge, Gruppen und Einrichtungen aufgeteilt, deren Größe und Ausstattung in den Stärke- und Ausstattungsnachweisungen für die Einheiten und Einrichtungen des Katastrophenschutzes aufgeführt waren. Diese Vorschriften sind jedoch seit dem Inkrafttreten des Gesetzes zur Neuordnung des Zivilschutzes (ZSNeuOG) am 25. März 1997 nicht mehr gültig.
Alle durch Landesrecht aufgestellten Einheiten zum Katastrophenschutz übernehmen danach auch die Aufgabe des Schutzes der Bevölkerung im Verteidigungsfall. Hierfür erhalten Einheiten der Bereiche Brandschutz, ABC-Schutz, Sanitätswesen und Betreuung ergänzende Ausstattung.

## Frühere Bezeichnungen
Im Dritten Reich wurden entsprechende Dokumente für Wehrmacht und Waffen-SS geführt unter den Bezeichnungen
- Kriegsstärkenachweis (KStN) und
- Kriegsausrüstungsnachweis (KAN)